# Glympis incusalis
Glympis incusalis är en fjärilsart som beskrevs av Augustus Radcliffe Grote 1881. Glympis incusalis ingår i släktet Glympis och familjen nattflyn. Inga underarter finns listade i Catalogue of Life.